# Gabriel Gyllengrip (1664–1726)
Gabriel Gyllengrip, född 5 januari 1664 i Medelplana församling, Skaraborgs län, död 24 november 1726 i Trävattna församling, Skaraborgs län, var en svensk lagman.

## Biografi
Gyllengrip föddes 1664 på Råbäck i Medelplana församling. Han var son till assessorn Gabriel Gyllengrip och Märta Oxehufvud. Gyllengrip blev 1673 student vid Lunds universitet och 15 november 1675 student vid Uppsala universitet. Under en tid efter studierna arbetade han som kapten. Han blev assessor i Göta hovrätt 29 november 1693 och lagman i Tiohärads lagsaga 8 mars 1708 och var det till 18 juli 1718. Gyllengrip blev vice landshövding i Kalmar län och på Öland 26 april 1711. Han avled 1726 på Salaholm i Trävattna församling och begravdes 10 januari 1727 i Trävattna kyrka.
Han innehade Salaholm i Trävattna socken och Råbäck i Medelplana socken.

### Familj
Gyllengrip gifte sig första gången 11 februari 1687 med Jeanna Hamilton af Hageby (1665–1695). Hon var dotter till landshövdingen Malcolm Hamilton af Hageby och Catharina Makeléer. De fick tillsammans barnen landshövdingen Gabriel Gyllengrip (1687–1753) i Västerbottens län, Melchina Gyllengrip (1690–1741) som var gift med ryttmästaren Henrik Sahlefelt och Johan Gyllengrip.
Gyllengrip gifte sig andra gången 14 maj 1697 med Margareta Hedvig Ribbing (död 1733). Hon var dotter till generalmajoren Johan Ribbing och Beata Kurck. De fick tillsammans barnen Märta Johanna Gyllengrip (1698–1731) som var gift med krigsrådet Svante Creutz, Catharin Charlotta Gyllengrip (1700–1784) som var gift med riksrådet Otto Fleming, hovjunkaren Johan Gabriel Gyllengrip (1702–1745), Carl Gustaf Gyllengrip (1703–1703), Beata Sofia Gyllengrip (1704–1708), Christina Margareta Gyllengrip (född 1706), Bengt Gyllengrip (född 1708) och en son (1709–1709).